# Trezzano Rosa
Trezzano Rosa là một đô thị ở tỉnh Milano, vùng Lombardia của Italia, khoảng 30 km về phía đông bắc của Milano. Tại thời điểm ngày 31 tháng 12 năm 2004, đô thị này có dân số 3.992 và diện tích là 3,5 km².
Trezzano Rosa giáp các đô thị: Busnago, Roncello, Grezzago, Basiano, Pozzo d'Adda.